# Bozza (Einheit)
Die Bozza war ein italienisches Volumenmaß und wurde als venezianisches Weinmaß verwendet.
- 1 Bozza = 2 ⅔ Bocali = 4 Quartarri = 166 Pariser Kubikzoll = 3 3/10 Liter
- 4 Bozzias = 1 Sechio
- 24 Bozzas = l Mastello
- 48 Bozzias = 1 Biconzia
- 192 Bozzias = 1 Amphora